# Риофреддо
Риофре́ддо (итал. Riofreddo) — коммуна в Италии, располагается в регионе Лацио, в провинции Рим.
Население составляет 737 человек, на 01.01.2023 года, плотность населения составляет 59,51 чел./км². Занимает площадь 12,38 км². Почтовый индекс — 00020. Телефонный код — 0774.
Покровителем коммуны почитается святой Георгий, празднование 23 апреля.

## Демография
Динамика населения:

## Администрация коммуны
- Официальный сайт: